# Калашока
Калашока (Каласока, Какаварна; ? — ?) — второй правитель древнеиндийского государства Магадха из династии Шайшунага, единственный сын и преемник предыдущего правителя Шайшунаги. Считается, что Калашока разделил Магадху между десятью своими сыновьями и короновал своего девятого сына Нандивардхану.

## Правление
Отец Калашоки — Шайшунага, во время своего правления перенёс столицу Магадхи в Вайшали. Однако когда Калашока наследовал Шайшунаге около 395 года до н. э., то перенёс столицу государства обратно в Паталипутру.
Согласно буддийской литературе, Второй буддийский собор, состоявшийся через 100 лет после махапаринирваны Будды Шакьямуни в Вайшали, проходил под покровительством короля Калашоки. Однако несмотря на все применённые им усилия, разногласия между буддистами сохранялись. Также считается, что Калашока разделил Магадху между десятью своими сыновьями, которые поочерёдности правили после его смерти.